# 標的艦

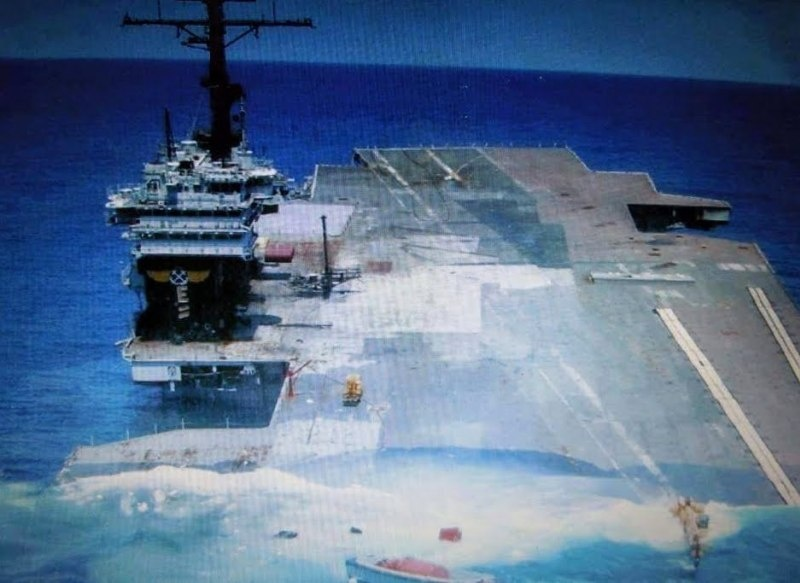
数週間におよぶ兵器テストの後に海没処分された空母アメリカ

標的艦（ひょうてきかん、Target ship）は海軍の艦種の一つである。アメリカ海軍では実艦標的を目標として沈める演習をSink Exercise（SINKEX）と呼ぶ。

## 概要
標的艦とは、名前のとおり、爆撃訓練や砲撃訓練、新型砲弾・ミサイルの実験などで標的として使うことを目的とする軍艦である。特務艦の一種である。標的を曳航する場合のほか、無線操縦や、有人操艦によって、自らが目標となる場合もある。
海軍休日時代の1930年10月に発効したロンドン海軍軍縮条約では、標的用艦船の保有隻数や武装撤去についての規定があった。
廃艦（廃船）となった艦船の船体を、そのまま実弾の標的として処分することもよくある。
このような場合は実艦的、実艦標的と呼称される。
すでに艦船ではなく単なる標的なので艦と呼ぶのは不適切な表現だが、こちらもしばしば標的艦と呼ばれる。旧式化や艦齢超過のために標的になった事例のほか、軍縮条約により未完成艦、新造艦、現役艦を廃棄する方法の一環として、練度向上のための標的や、新兵器の実験艦として処分した事もあった。

## 標的艦

### イギリス海軍

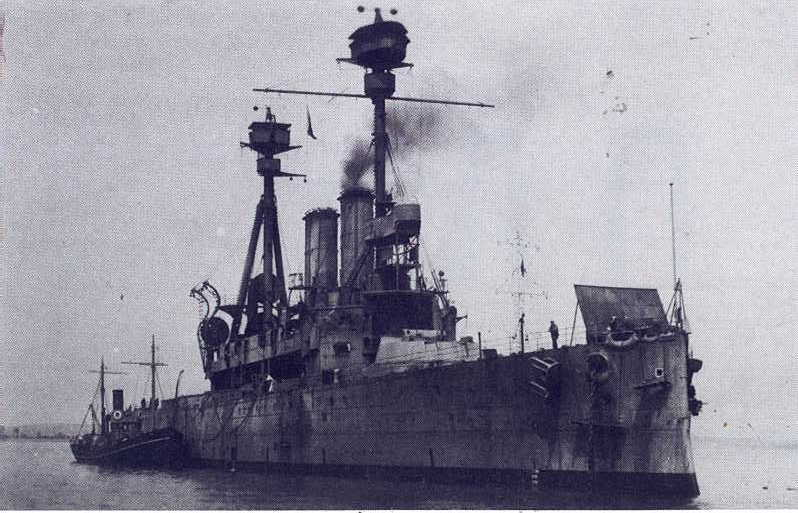
標的艦アガメムノン（1924-25年頃）

- アガメムノン (HMS Agamemnon) - ロード・ネルソン級戦艦。第一次世界大戦後の1921年4月、無線操縦標的艦として再就役。攻撃に耐えるため改造が加えられている[11]。制御艦はS級駆逐艦のシカリ（英語版）であった。
- センチュリオン（英語版） - キング・ジョージ5世級戦艦 (初代)。第一次世界大戦後の1927年4月、無線操縦標的艦として再就役。制御艦は引き続きシカリ (HMS Shikari, D85) 。第二次世界大戦では対空火器を装備して浮き砲台となった。地中海戦線におけるマルタ攻囲戦では、ダミーの砲塔を装備してキング・ジョージ5世級戦艦（2代目）アンソン（1942年6月22日竣工）にカモフラージュされた[12]。イギリス海軍は“Dummy Ship”、艦隊付特務艦 (Fleet Tender) と称した[12]。マルタ補給作戦では、囮船としてヴィガラス作戦に参加している[13]。

### 日本海軍

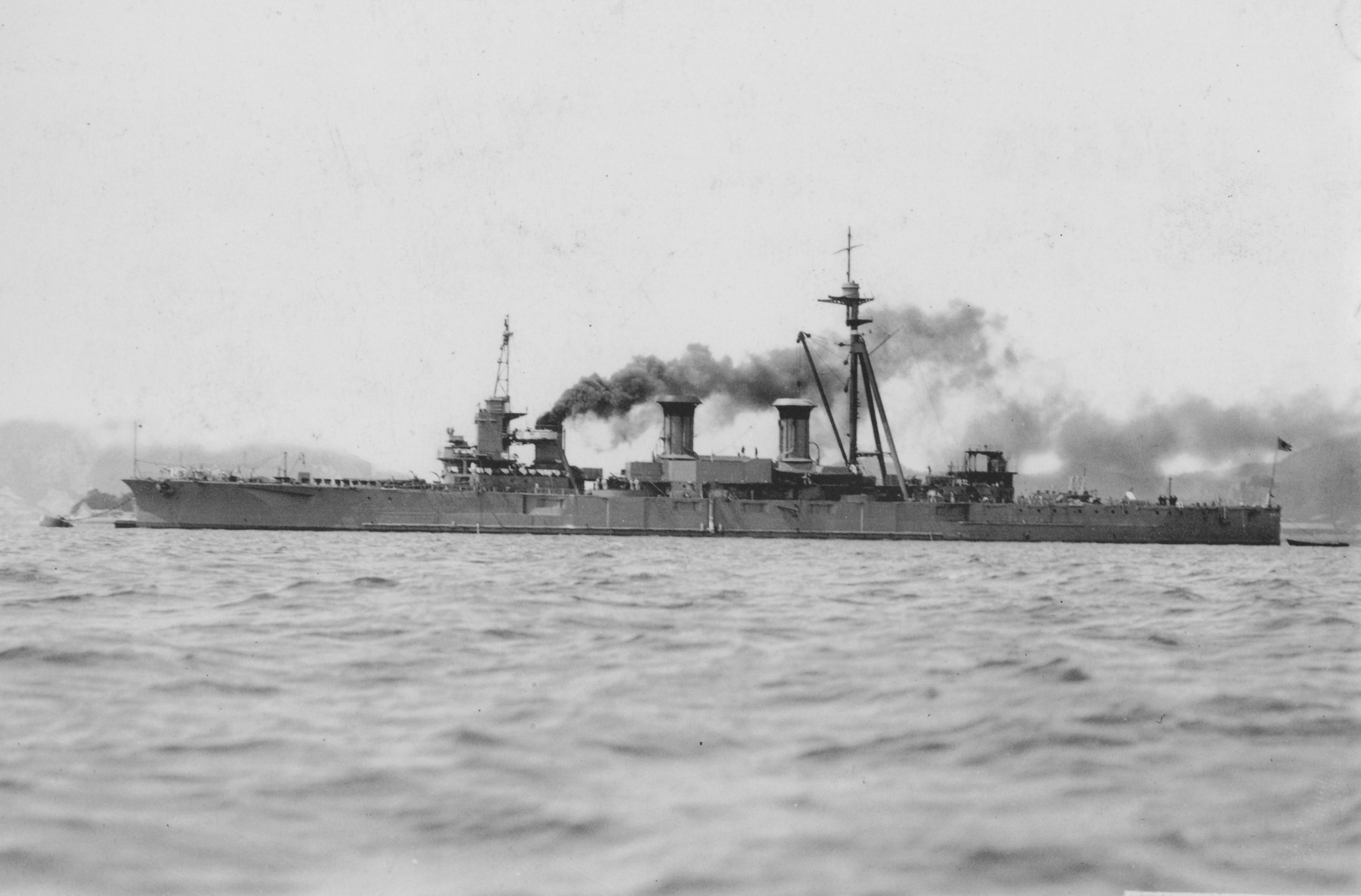
無線操縦式標的艦となった「摂津」

1923年（大正12年）9月29日、特務艦の1類別として制定され、10月1日に「摂津」が編入される。当初は標的を曳航するだけで実際の標的艦としては使用されなかった。昭和に入り日本海軍でも無線操縦技術が実用化され、「摂津」は1937年（昭和12年）7月に無線操縦の爆撃標的艦に改装された。1939年（昭和14年）、装甲を施して砲撃標的艦としても運用可能になった。後年には乗員が乗りこみ爆撃回避の訓練にも使われた。その後に爆撃訓練の機会も増え、「摂津」では速力も遅く運動能力も高くなかったので、1942年（昭和17年）4月より駆逐艦「矢風」が標的艦に改造され、更に専用の艦が建造されることとなった。
- 摂津 - 河内型戦艦（弩級戦艦）から改造。本艦はさらに無線操縦爆撃標的艦（ラジコン標的艦）に改造。
- 矢風 - 峯風型駆逐艦を改造[17]。摂津の操縦艦をしていたが、太平洋戦争開戦後に自身も標的艦に改造される[17]。中部太平洋諸島に進出し、航空攻撃の技量向上に協力した[18]。対空機銃と爆雷程度の武装だが、船団護衛任務にも駆り出された[19]。
- 波勝 - マル追計画で建造。爆撃標的艦と[20]、爆撃回避運動の研究艦を兼ねている[4]。
- 大浜 - 改⑤計画で建造。爆撃標的艦としての任務のほか[21]、航空母艦の対潜護衛艦の役割を担っていた[22]。

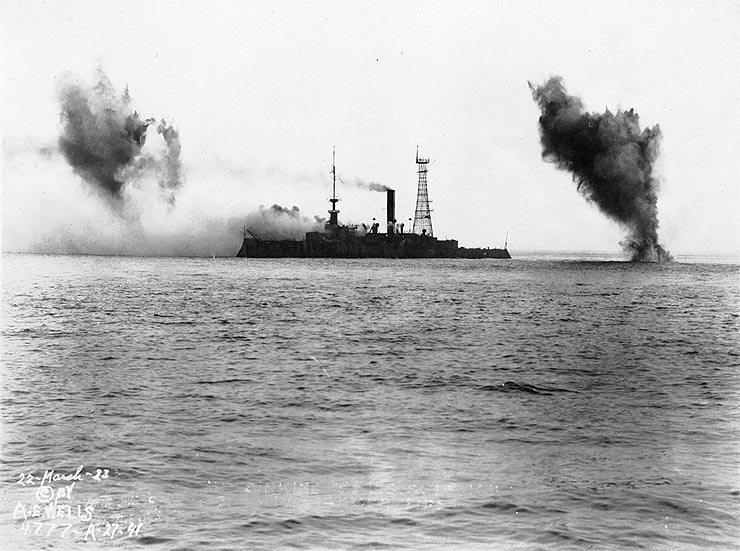
標的艦アイオワ（1923年）

- 大指 - 大浜の同型艦、未成。

### アメリカ海軍
- アイオワ - 前弩級戦艦。無線操縦標的艦に改造[注釈 8]。パナマ湾での演習時に沈没した。
- Stoddert（英語版） - 無線操縦標的艦に改造。
- ユタ - フロリダ級戦艦。ロンドン軍縮条約により廃艦になったが[23]、無線操縦標的艦に改造される[24]。真珠湾攻撃で魚雷を受けて沈没した。
- Lamberton（英語版） - 無線操縦標的艦に改造。
- Boggs（英語版） - 無線操縦標的艦に改造。
- Kilty（英語版） - 無線操縦標的艦に改造。
- タラワ - 強襲揚陸艦を改造。2024年に行われた環太平洋合同演習リムパック2024で、B-2爆撃機（に搭載された新型誘導爆弾）の目標となり沈没[25]。

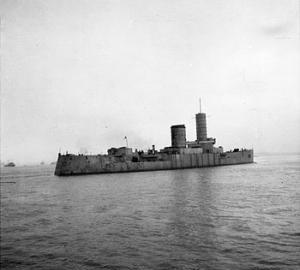
標的艦となった「ヘッセン」

### ドイツ海軍
- ヘッセン (戦艦)（英語版、ドイツ語版） - ブラウンシュヴァイク級の一隻を無線操縦のラジコン艦に改装した。ドイツ帝国海軍、ヴァイマル共和政の共和国海軍 (Reichsmarine) 、ドイツ国防軍 (Wehrmacht) の海軍 (Kriegsmarine) 、ソビエト海軍と、所属を転々とした。

## 標的
標的として処分された例。

### 砲雷撃
- 壱岐 - 日本海軍。元はロシア帝国海軍のバルチック艦隊に所属していた戦艦インペラートル・ニコライ1世で、日本海海戦で降伏、日本海軍に編入される[注釈 4]。1915年10月3日、大正天皇皇太子（昭和天皇）と東郷平八郎元帥の観戦下（御召艦榛名）、巡洋戦艦金剛と比叡の14インチ主砲の標的として撃沈処分[8]。
- プリンツ・オイゲン - オーストリア＝ハンガリー帝国海軍のテゲトフ級戦艦で[注釈 9]、第一次世界大戦の和平条約により賠償艦としてフランスが取得する。1922年6月28日、クールベ級戦艦の標的として沈没。
- 肥前 - 日本海軍。ロシア帝国海軍の太平洋艦隊に所属していた戦艦レトヴィザンを旅順攻囲戦で接収、後に改造。1924年7月25日、豊後水道で金剛型戦艦などによる砲撃により撃沈処分[26]。
- 薩摩 - 日本海軍、薩摩型戦艦。ワシントン会議と軍縮条約締結により廃艦となる。1924年9月2日、戦艦日向や金剛の14インチ砲、長良型軽巡洋艦や神風型駆逐艦の砲撃や雷撃により沈没。東郷平八郎元帥は「見るに忍びず」として見学しなかった[27]。
- 安芸 - 日本海軍、薩摩型戦艦。ワシントン軍縮条約により廃艦となる[27]。1924年9月6日、戦艦長門と陸奥の16インチ砲による砲撃により沈没[28]。
- 土佐 - 日本海軍の加賀型戦艦2番艦。ワシントン軍縮条約により進水した状態で建造中止[29]。実艦標的として幾度かの実験に従事したあと、1925年2月9日に自沈処分。
- 阿蘇 - 日本海軍。元はロシア海軍の装甲巡洋艦「バヤーン」で、日本海軍編入時に改名した。ロンドン軍縮条約により廃艦が決まる[30]。1932年8月8日、妙高型重巡洋艦により砲撃処分。
- ネバダ - アメリカ海軍。ネバダ級戦艦。原爆実験（クロスロード作戦）に耐えたが、1948年7月31日にアイオワ級戦艦アイオワなどの砲撃により撃沈処分。
- 響 - 太平洋戦争後の1947年、戦時賠償艦としてソ連に渡り、ヴェールヌイとなる。1970年代にウラジオストク沖にて標的として撃沈処分。
- オリバー・ハザード・ペリー級ミサイルフリゲートｰ全艦が退役したため、一部の艦がリムパックなどの演出で標的となっている。

### 航空攻撃
- フランクフルト - ドイツ帝国海軍のヴィースバーデン級軽巡洋艦で、第一次世界大戦後にアメリカ合衆国が接収する。ミッチェル将軍の主導により、1921年7月18日にマーチン爆撃機の攻撃により沈没。
- オストフリースラント（ドイツ語版、英語版） - ドイツ帝国海軍のヘルゴラント級戦艦で、第一次世界大戦後にアメリカ合衆国が接収する。1921年7月21日に爆撃標的として沈没。空軍独立論を主張するミッチェル将軍は「すべての軍艦を時代遅れにした」と宣伝した[31]、
- アラバマ (USS Alabama, BB-8) - アメリカ海軍のイリノイ級戦艦[注釈 10]。1921年9月27日、アメリカ陸軍航空部と協同の演習により、爆撃標的として沈没。
- ニュージャージー (USS New Jersey, BB-16) - アメリカ海軍のバージニア級戦艦[注釈 11]。1923年9月5日、爆撃標的として沈没[32]。
- バージニア (USS Virginia, BB-13) - アメリカ海軍のバージニア級戦艦。1923年9月5日、爆撃標的として沈没[32]。
- ワシントン (USS Washington, BB-47) - アメリカ海軍、コロラド級戦艦。ワシントン軍縮条約で建造中止、航空攻撃の実艦標的となったが沈ます、1924年11月25日にニューヨーク級戦艦の砲撃で撃沈処分[33]。ミッチェル将軍は「海軍の陰謀だ」とアメリカ海軍を攻撃した[33]。
- 石見 - 日本海軍。ロシア海軍の戦艦アリヨール（ボロジノ級）を日本海海戦で日本が鹵獲、改称した。1924年7月初旬、横須賀海軍航空隊と空母鳳翔所属機の爆撃実験の標的となり、7月9日に沈没[34]。
- 明石 - 日本海軍。須磨型防護巡洋艦。1930年8月、追浜海軍航空隊の標的として沈没[注釈 12]。
- 見島 - 日本海軍。ロシア海軍の海防戦艦アドミラル・セニャーヴィンを日本海海戦で鹵獲、改称した。1936年5月上旬、空母鳳翔所属機の爆撃標的になったあと、5月5日に浸水が進んで沈没。

### 新兵器
- マレーヤ - イギリス海軍、クイーン・エリザベス級戦艦。1944年5月、反跳爆弾ハイボール (High Ball) の標的艦となり、乗組員が配置された状態のマレーヤ (HMS Malaya) に反跳爆撃が実施された。
- 阿蘇 - 日本海軍、雲龍型航空母艦。太平洋戦争末期、日本陸軍の桜弾 (さくらだん) の実験に使用された[注釈 13][注釈 14]。
- クロスロード作戦（1946年7月、アメリカ軍が実施した原子爆弾の実験）
  - 沈没艦（戦艦アーカンソー、戦艦長門、空母サラトガ、軽巡酒匂など）

### 注
1. ↑  分類上は艦船とされる場合も多くあいまいである。詳しくは軍艦の項目や大日本帝国海軍艦艇類別変遷を参照。
2. ↑  測量艦は水路氣象の探求調査に從事するもの、標的艦は艦砲射撃訓練の標的曳航に從事するもの、練習特務艦は教育に適する設備を有するもので三者共平時任務に属し、云はゞ戰闘力の培養機關であります[2]。
3. ↑  第三款　標的用ニ變更セラルベキ艦船[5]
（ｲ）専ラ標的用ニ變更スルコトニ依リ處分セラルベキ艦船ハ左記物件ガ撤去セラレ且陸揚セラレタルカ又ハ艦内ニ於テ使用不能ノモノト爲サレタルトキハ戰闘任務ニ堪ヘザルモノト看做サルベシ　(一)一切ノ砲／(二)一切ノ射撃指揮所及射撃指揮要具竝ニ主要射撃指揮通信電線／(三)砲架操作用又ハ砲塔操作用ノ一切ノ機械／(四)一切ノ彈藥、爆藥、機雷、魚雷及魚雷發射管／(五)一切ノ航空用設備及附属物件　本艦船ハ艦船ヲ戰闘任務ニ堪ヘザルモノト爲スコトニ關シ第一款ニ於テ規定セラルル所ト同一期限迄ニ前記状態ト爲サルルコトヲ要ス
（ﾛ）各締約國ガ「ワシントン」條約ニ依リ既ニ有スル權利以外ニ各締約國ハ専ラ標的用ノ爲左記ヲ何時ニテモ同時ニ保有スルコトヲ許サル　(一)三隻ヲ超エザル艦船(巡洋艦又ハ驅逐艦)但シ右三隻中一隻ニ限リ基準排水量三千トン(三千四十八メートル式トン)ヲ超ユルコトヲ得／(二)潜水艦一隻
（ﾊ）標的用ノ爲艦船ヲ保有シタルトキハ當該締約國ハ之ヲ再ビ戰闘任務用ニ變更セザルコトヲ約ス
4. 1 2  射撃は四日午前に於て遺憾なく施行せられたり。之に先だつて標的艦壹岐は他艦に曳かれつゝ御召艦の近傍を過ぎ行きぬ。時に殿下は武官等を随へ給ひて後甲板にあらせられしが、東郷總裁は恭しく御前に進み、重々しき口を開きて、壹岐の前身たる露艦「ニコライ」一世の日本海に於ける戰況、竝に遂に鬱陵島附近に於て我が艦隊の爲めに包圍せられ、他の三艦と共に降旗を掲げたる其の顛末を御説明申上げ、猶ほ同艦は皇國の艦籍に入りてより盡す所尠からず、今は亦射撃の標的となり、實驗上に貢献する所あらんとする旨を言上せり　此の時元帥は思はず海戰當時を追憶してや、沈箸なる其の面上にも痛烈の氣漂ひ、三笠艦上に立てる面影を髣髴し來れり。[7](以下略)
5. ↑  ワシントン海軍軍縮条約による保有艦艇整理など[10]。
6. ↑  特攻兵器、原子爆弾や水素爆弾などの核実験、ミサイルの標的など。
7. ↑  ワシントン軍縮会議で、日本側は長門型戦艦陸奥を保有するかわりに、摂津を廃棄することになった[14]。
8. ↑  USS Iowa, BB-4は初代。アイオワ級戦艦のアイオワ (USS Iowa, BB-61) は2代目。
9. ↑  SMS Prinz Eugen。ドイツ海軍 (Kriegsmarine) のプリンツ・オイゲン (Prinz Eugen) は、アドミラル・ヒッパー級重巡洋艦。
10. ↑  Alabama, BB-8は2代目。サウスダコタ級戦艦のアラバマ (USS Alabama, BB-60) は3代目。
11. ↑  New Jersey, BB-16は初代。アイオワ級戦艦のニュージャージー (USS New Jersey, BB-62) は2代目。
12. ↑  日本海で勇名を馳せた　軍艦明石撃破沈没　海行かばの曲　海底の藻屑と消ゆ[35]【東京十四日】日本海々戰で勇名を馳せた明石(二千八百噸)は追濱飛行隊一本一万圓の魚雷發射の犠牲として相模灣にて沈没された、この日聯合艦隊は軍樂隊に「海行かば」の曲を奏でさせ谷口軍令部長、岡田大将等は昔を偲んで感慨無量であつた(記事おわり)
13. ↑  桜弾は日本陸軍の特攻兵器で[36]、四式重爆撃機を改造して搭載した。
14. ↑  (実驗弾種)桜弾(陸軍)[36](装備状況)最上甲板上飛行甲板と同高の櫓上(艦最後部)(撃角二〇度)｜(結果)艦底破孔　六九〇×八〇〇　浸水一五〇Ｔ